# Municipio 4 (condado de Morris)
El municipio 4 (en inglés: Township 4) es un municipio ubicado en el condado de Morris en el estado estadounidense de Kansas. En el año 2010 tenía una población de 236 habitantes y una densidad poblacional de 1,52 personas por km².

## Geografía
El municipio 4 se encuentra ubicado en las coordenadas 38°46′25″N 96°39′32″O / 38.77361, -96.65889. Según la Oficina del Censo de los Estados Unidos, el municipio tiene una superficie total de 154.84 km², de la cual 154.25 km² corresponden a tierra firme y (0.38%) 0.59 km² es agua.

## Demografía
Según el censo de 2010, había 236 personas residiendo en el municipio 4. La densidad de población era de 1,52 hab./km². De los 236 habitantes del municipio 4, el 92.8% eran blancos, el 3.39% eran de otras razas y el 3.81% pertenecían a dos o más razas. Del total de la población el 9.75% eran hispanos o latinos de cualquier raza.